# English Football League
Die English Football League (EFL), bis 2016 The Football League, bildet im englischen Profifußball den Unterbau der höchsten Spielklasse, der autonomen Premier League.
Die 72 Mitgliedsclubs der EFL sind in drei Divisionen unterteilt: die EFL-Championship, die EFL League One und die EFL League Two. Jede Division hat 24 Vereine, und in jeder Saison spielt ein Verein zweimal in derselben Division gegen jeden Gegner, einmal im Heimstadion und einmal im gegnerischen. Dies ergibt insgesamt 46 Spiele pro Saison und Team.

## Spielbetrieb

Das Logo der Football League bis 1988

Das Logo der Football League zwischen 1988 und 2004

Das von 2004 bis 2016 verwendete Logo der Football League

Am Ende jeder Saison steigen einige Teams in die jeweils tiefere Division ab und umgekehrt einige Mannschaften in die jeweils höhere auf.
| Division     | Direkter Aufstieg | Aufstieg über Playoffs                 | Abstieg          |
| ------------ | ----------------- | -------------------------------------- | ---------------- |
| Championship | Top 2 Klubs       | Einer aus dem Quartett 3. bis 6. Platz | Unterste 3 Klubs |
| League One   | Top 2 Klubs       | Einer aus dem Quartett 3. bis 6. Platz | Unterste 4 Klubs |
| League Two   | Top 3 Klubs       | Einer aus dem Quartett 4. bis 7. Platz | Unterste 2 Klubs |

Als weiterer Anreiz für die Mannschaften, die sicheren Positionen im Mittelfeld zu vermeiden, wurden Play-offs in den Divisionen 1–3 eingeführt, die die vier Plätze hinter den sicheren Aufstiegsplätzen einbeziehen. Der Sieger der jeweiligen Play-offs steigt ebenfalls auf. 2003 wurde vorgeschlagen, die Play-offs auf sechs Mannschaften zu erweitern. Obwohl die meisten Mannschaften dieser Idee „im Prinzip“ zustimmten, wurde die Änderung letztendlich abgelehnt.
Zusätzlich können zwei Mannschaften aus der Nationwide Conference aufsteigen, wenn deren Spielfeld den Anforderungen des Profifußballs genügt. In diesem Fall steigen die beiden letztplatzierten Mannschaften der dritten Division in die Nationwide Conference ab.
Für die bestplatzierten Teams besteht kein Play-off-System, der Meister einer Liga wird allein nach Punkten bestimmt. Die Punktevergabe basiert auf einer Auswertung von Siegen und Niederlagen: für einen Sieg gibt es drei Punkte, für ein Unentschieden einen Punkt; bei Punktegleichstand entscheidet die Tordifferenz. Ist damit immer noch kein Sieger festzustellen, gewinnt die Mannschaft mit den meisten geschossenen Toren. Falls es dadurch weiterhin zu keiner Entscheidung kommt, wird ein Play-off-Spiel auf neutralem Platz ausgetragen.

## Walisische und Schottische Mannschaften
Die walisische Profimannschaften Cardiff City, Swansea City und AFC Wrexham spielen in der englischen Football League und disqualifizieren sich damit selbst von der Teilnahme an den Vereinswettbewerben der UEFA, während schlechtere Mannschaften in der League of Wales spielen und die dort bestplatzierten für die Europa League qualifiziert sind. Zurzeit kann sich diese Mannschaft nur über den Gewinn des FA Cups oder des Carling Cups für die Wettbewerbe der UEFA qualifizieren. Die Plätze in der Champions League sind nur über die Premier League erreichbar. Schottland hat ein eigenes Fußball-Liga-System, in das auch die englische Mannschaft Berwick Rangers eingebunden ist. Bis sie 2003 mit der walisischen Mannschaft Total Network Solutions FC fusionierte spielte die englische Mannschaft Oswestry Town in der Welsh Premier League.
Im englischen Fußball sind mit Merthyr Tydfil FC und Colwyn Bay FC weitere walisische Teams vertreten; diese stehen jedoch im Schatten der bekannten Mannschaften. Zuletzt gab es auch viele englische Mannschaften nahe der walisischen Grenze, die im Welsh Cup mitspielten. Seitdem die UEFA jedoch die Qualifikation zu internationalen Wettbewerben über den walisischen Pokal ermöglicht hat, durfte keine Mannschaft von außerhalb der walisischen Liga mehr am walisischen Pokalwettbewerb teilnehmen.

## Ehemalige Liga-Strukturen
Gegründet wurde The Football League von William McGregor am 22. März 1888 mit einer Division, die bei ihrem Start am 8. September des gleichen Jahres die Mannschaften FC Accrington, Aston Villa, Blackburn Rovers, Bolton Wanderers, FC Burnley, Derby County, FC Everton, Notts County, Preston North End, FC Stoke, West Bromwich Albion und Wolverhampton Wanderers umfasste.
- Die Second Division wurde 1892 hinzugefügt.
- Die Third Division kam 1920 hinzu.
- 1921 wurde die Third Division (North) hinzugefügt und die Third Division in Third Division (South) umbenannt.
- 1958 vereinigten sich die Third Division (South) und die Third Division (North) zur Third Division und Fourth Division.
- 1992 bildete sich die Premier League nach einem Bruch mit The Football League. Danach benannten sich die Second Division in First Division, Third Division in Second Division und die Fourth Division in die Third Division um.
- 2004 wurden die drei Ligen der Football League umbenannt. Aus der First Division wurde die League Championship, aus der Second Division die League 1 und aus der Third Division die League 2.
- Seit 2016 trägt The Football League den Namen English Football League (EFL). Auch das Logo wurde geändert.

## Nationale Pokalwettbewerbe
Die EFL organisiert mit dem EFL Cup und der EFL Trophy zwei Pokalwettbewerbe. Am EFL Cup (deutsch auch Ligapokal genannt) nehmen die 92 Klubs der obersten vier Ebenen des Englischen Fußballs teil: die drei von der EFL organisierten Levels Championship, League One und League Two, sowie die Mannschaften der darüberliegenden unabhängigen Premier League (EPL). Es ist nach der Premier League und dem FA Cup der dritte nationale Wettbewerb, an welchem Premier-League-Teams teilnehmen. Die Erstaustragung 1960–61 gewann Aston Villa, Rekordsieger ist Liverpool mit acht Titeln. Der Gewinner qualifiziert sich für die UEFA Conference League (bis zur Saison 2019–20 für die UEFA Europa League).
Die EFL Trophy ist nur für die 48 Teams der sich auf der dritt- und vierthöchsten Ebene messenden League-One- und League-Two-Klubs offen. Die Erstaustragung gewann 1983–84 unter der damaligen Bezeichnung Associate Members Cup der A.F.C. Bournemouth. Rekordsieger ist Bristol City mit drei Titeln.
Der wichtigste Pokalwettbewerb in England und gleichzeitig der älteste und traditionsreichste nationale Fußballwettbewerb weltweit bleibt der von der Mutterorganisation Football Association organisierte FA Cup, an welchem Teams der obersten zehn Ligastufen Englands, und damit auch semi-professionelle und Amateur-Teams, teilnehmen. In der Saison 2011–12 waren dies insgesamt 763 Klubs. Dazu organisiert die Football Association die FA Trophy für Teams auf der fünft- bis achthöchsten Stufe des Englischen Fußballs (weitgehend semi-professionelle Mannschaften) und die FA Vase für Teams des neunt- und zehnthöchsten Levels (Amateurstufen).